# Єршово (Кілемарський район)
Єршо́во (рос. Ершово, марій. Пистерла) — присілок у складі Кілемарського району Марій Ел, Росія. Входить до складу Ардинського сільського поселення.

## Населення
Населення — 144 особи (2010; 139 у 2002).
Національний склад (станом на 2002 рік):
- марі — 91 %